# Seven Nation Army
"Seven Nation Army" (por vezes estilizada também como "7 Nation Army") é uma música composta e tocada pela banda de rock norte-americana The White Stripes. A música faz parte do álbum Elephant. A música ganhou o prêmio de Melhor Música Rock do Ano em 2003, além de ter alcançado o primeiro lugar na Modern Rock Tracks dos Estados Unidos de 2003. Para a revista The New Yorker, o riff desta canção é o segundo mais conhecido do planeta, atrás só de “(I Can't Get No) Satisfaction”, dos Rolling Stones.
A música serviu de inspiração aos torcedores no mundo dos esportes, principalmente os aficcionados do futebol. Nas arquibancadas o riff da canção "Seven Nation Army" é frequentemente cantado pela torcida bávara do Bayern de Munique da Alemanha logo após o time ter marcado um gol e também pode se ouvir tal música na NBA, principalmente na American Airlines Arena onde a torcida do Miami Heat recebe os jogadores de sua equipe ao som do riff, e no decorrer da partida, conforme o heat pressiona seus adversários os torcedores fazem festa e empurram o time cantando o riff da aludida canção. Tanto que a música foi utilizada no video intro da equipe do Miami Heat. Também serviu de inspiração para a torcida do Manchester United, que editou a música para homenagear o atacante holandês Robin van Persie. 
No Brasil, é frequentemente cantada por algumas torcidas como a do São Paulo, Cruzeiro, Flamengo e Coritiba, que também possuem uma versão que usa o ritmo da música. 
A música é tema do trailer do jogo dos consoles chamado de BattleField 1, além de ser tocada numa parte pequena do filme de 2016 Esquadrão Suicida, quando recrutam os vilões para salvarem o mundo. É tocada também em G.I Joe: Retaliação e outros filmes.
Melanie Martinez fez um cover da música em 2012 no The Voice. Na Copa do Mundo FIFA de 2018 foi usada com tema de entrada dos jogadores.

## Videoclipe
O vídeo, dirigido por Alex e Martin, consiste em um tiro aparentemente contínuo através de um túnel caleidoscópico de triângulos pretos, brancos e vermelhos espelhados, referenciando o interesse de Jack White pelo número três. Os slides triangulares alternam entre imagens de Jack ou Meg White tocando, intercaladas com esqueletos marchando e um elefante, referindo-se ao nome do álbum "Elephant". A velocidade com que os triângulos avançam pelo túnel acelera e desacelera em uníssono com a dinâmica da música. Durante o vídeo, quando a música começa a se intensificar, as luzes ao redor dos triângulos piscam e outros efeitos também se acumulam.